# Dzierżynka (obwód czelabiński)
Dzierżynka (ros. Дзержинка) – osiedle w Rosji, w obwodzie czelabińskim, w rejonie wierchnieuralskim. W 2010 liczyło 443 mieszkańców.